# Charles François Duval de Grandpré
Pour les articles homonymes, voir de Grandpré.
Charles François Duval de Grandpré est un homme politique français né le 19 août 1740 à Abbeville (Somme) et décédé le 28 novembre 1796 au même lieu.
Procureur du roi de la juridiction de l'hôtel de ville d'Abbeville, il est député du tiers état aux États généraux de 1789 pour la sénéchaussée de Ponthieu.

## Sources
- « Charles François Duval de Grandpré », dans Adolphe Robert et Gaston Cougny, Dictionnaire des parlementaires français, Edgar Bourloton, 1889-1891 [détail de l’édition]